# Ignaz Czapka
Ignaz Matthäus Czapka von Winstetten (24. února 1791 Město Libavá - 5. června 1881 Vídeň) byl rakouský politik moravského původu, ve vormärzu starostou Vídně a v době neoabsolutismu policejní ředitel.

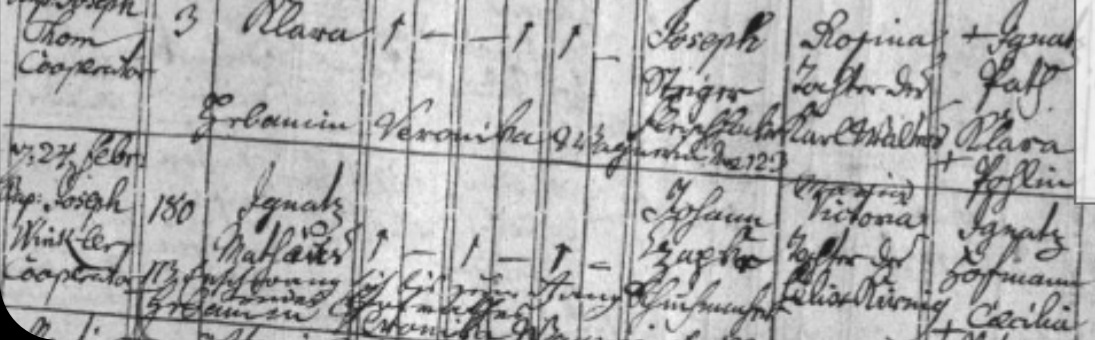
Matriční záznam o narození a křtu

## Život
Pocházel z česko-německé rodiny ševce Jana Czapky a Viktorie roz. Kirnigové.
Po dokončení základní školy v Olomouci studoval ve Vídni práva a roku 1815 vstoupil do vídeňského magistrátu.

### Starosta Vídně
Roku 1835 byl zvolen místostarostou ve Vídni a za tři roky jej císař Ferdinand I. jmenoval na popud kancléře Metternicha starostou.
Jako starosta byl velice aktivní. Založil tržní kancelář či výstavbu městských jatek v Sankt Marxu a Gumpendorfu. Staral se také o kanalizaci, osvětlení a vodovodní potrubí.
K Vídni připojil i okolní obce Jägerzeile a Hundstrum. Roku 1842 byl vyznamenán rytířským křížem Leopoldova řádu a roku 1843 byl pasován na rytíře z Winstettenu.

### Policejní ředitel
Roku 1856 byl po své rezignaci na starostu jmenován policejním ředitelem na návrh guvernéra Johanna Kempena von Fichtenstamm. Za tři roky odešel do penze.

### Smrt
Zemřel ve věku nedožitých 90 let. Je po něm pojmenována ulice ve Vídni.